# The Suicide of Rachel Foster
The Suicide of Rachel Foster (с англ. — «Самоубийство Рэйчел Фостер») — приключенческая игра 2020 года, разработанная One-O-One Games и изданная Daedalic Entertainment. Главная героиня игры — Николь Уилсон, которая в декабре 1993 посещает семейный отель «Тимберлайн» в округе Льюис-энд-Кларк, штат Монтана. Десятью годами ранее она со своей матерью уехала из отеля, когда вскрылся роман её отца с подростком по имени Рэйчел Фостер. Николь планировала быстро осмотреть «Тимберлайн» и продать его, однако была вынуждена остаться в отеле, чтобы переждать сильную метель. Единственным контактом Николь с внешним миром становится агент Федерального агентства по чрезвычайным ситуациям по имени Ирвинг. С его помощью Николь решает расследовать роман Леонарда и Рэйчел, а также ее загадочное самоубийство.
На разработку The Suicide of Rachel Foster ушло около двух лет. Студия стремилась создать хоррор, в которой упор делался бы на напряжённую и страшную атмосферу, а не на традиционных для жанра монстров. Сюжет и игровой процесс игры разрабатывались параллельно. Игра разрабатывалась как симулятор ходьбы с акцентом на повествовании. При проектировании архитектуры «Тимберлайна» разработчики вдохновлялись отелем «Оверлук» из фильма «Сияние» 1980 года, а также различными реально существующими отелями. При отражении в игре таких тем, как сексуальное насилие над детьми и самоубийство, разработчики консультировались со специалистами, чтобы подать их деликатно.
Игра вышла в феврале 2020 года для Windows, а в сентябре 2020 года — для PlayStation 4 и Xbox One; она также была портирована на Nintendo Switch в октябре 2021 года. The Suicide of Rachel Foster получила смешанные отзывы от критиков. Похвалы удостоились сеттинг и звуковое оформление за создание соответствующей атмосферы, проработка отношений Николь и Ирвинга, а также озвучка. Сюжет и некоторые аспекты игрового процесса встретили более неоднозначные оценки. Мнения критиков так же разделились по поводу отображения в игре тем сексуального насилия над детьми и самоубийства, отношений Леонарда и Рэйчел и финала игры. The Suicide of Rachel Foster была номинирована на различные награды, выиграв в номинации «Игра года» на DStars 2021.

## Геймплей
The Suicide of Rachel Foster — приключенческий детективный триллер с видом от первого лица. Главная героиня игры — Николь, исследующая отель «Тимберлайн». У Николь есть радиотелефон, по которому она может поговорить с Ирвингом. Во время диалогов с ним игрокам доступен выбор варианта ответа. По мере прохождения игры Николь также находит камеру Polaroid, фонарик с механическим приводом и параболический микрофон, которые используются для решения головоломок.

## Сюжет
В декабре 1993 года Николь Уилсон читает письмо от своей умершей матери Клэр. Отец Николь, Леонард МакГрат, был владельцем «Тимберлайна», горного отеля в округе Льюис-энд-Кларк, штат Монтана, расположенном в национальном лесу Хелена. В 1983 году Леонард ухаживал за 16-летней Рэйчел Фостер, одноклассницей Николь. Когда их отношения вскрылись, Рэйчел, предположительно, покончила с собой на девятой неделе беременности, а Клэр с дочерью уехали из города. В письме Клэр поручает Николь осмотреть отель и продать его.
По прибытии в «Тимберлайн» Николь звонит агент Федерального агентства по чрезвычайным ситуациям (FEMA) Ирвинг Кроуфорд и предлагает помощь. Он предупреждает героиню о том, что началась сильная метель, и советует ей переждать в отеле. Николь игнорирует совет и пытается уехать, но у неё не получается. Ирвинг намекает, что знает об отношениях Леонарда и Рэйчел, и просит героиню осмотреть второй этаж отеля. Когда Николь ставит под сомнение осведомлённость Ирвинга, тот объясняет, что он часто бывал в отеле по поручению FEMA, доставляя различные припасы.
Раздаётся телефонный звонок, хотя телефонные линии, ведущие в отель, неисправны. Николь берёт трубку и слышит голос, который предупреждает её, что продажа отеля — плохая идея, поскольку Рэйчел «всё ещё здесь». На следующий день, во время поиска генератора, Николь находит недавно открытую помаду. Она делится с Ирвингом теорией о том, что Рэйчел до сих пор жива.
Два дня спустя Ирвинг показывает Николь запись, сделанную охотниками за привидениями после смерти Рэйчел. На записи охотники слышат женский голос и замечают странный свет, после чего они убегают, а дверь за ними закрывается. Николь отправляется в комнату, в которой была записана плёнка, и обнаруживает, что она забаррикадирована. Открыв проход в комнату, Николь находит микрофон, позволяющий её слышать слабые звуки.
В канун Рождества Николь просыпается в церкви, соединённой с «Тимберлайном» подземным переходом. В переходе она находит секретную кладовую, сделанную по образу спальни Рэйчел, и ключ от её музыкальной шкатулки, и решает, что в ней кто-то — возможно, сама Рэйчел — жил. Николь вспоминает события 27 декабря 1983 года, когда Рэйчел предположительно покончила с собой; в тот день Николь участвовала в хоккейном матче.
Отправившись исследовать кладовую на следующий день, Николь обнаруживает множество манекенов. Один из них изображает беременную женщину, на которую нападает кто-то с хоккейной клюшкой. Николь звонит Ирвингу, который говорит ей продолжить поиски, и решает, что он ведёт себя подозрительно. Вернувшись в отель и поднявшись на второй этаж, Николь обнаруживает, что ранее запертая дверь в западное крыло открыта. Там она находит комнату Ирвинга, в которой находится оборудование, с помощью которого он разговаривал с ней. Ирвинг признаётся, что странные происшествия в отеле — его рук дело; так он хотел заставить Николь разобраться в том, что произошло с Рэйчел, его старшей сестрой.
Николь поднимается на чердак и находит ключи от машины матери, а также адресованную ей записку от Леонарда, который просит её разобраться в ситуации. Открыв багажник машины, она находит окровавленное одеяло. Она понимает, что Клэр убила Рэйчел хоккейной клюшкой Николь, отвезла дочь на игру, после чего инсценировала самоубийство Рэйчел. Узнав правду, Ирвинг благодарит Николь и выходит на мороз в надежде замёрзнуть насмерть. Николь умоляет его не оставлять её одну, до тех пор, пока сигнал Ирвинга не теряется. Николь запирается в машине, планируя покончить с собой, отравившись угарным газом. Ей звонит адвокат, которому Николь сообщает, что не будет продавать отель. Вскоре у Николь начинаются галлюцинации и она начинает говорить со своими родителями. Если Николь выключит двигатель, она пообещает родителям поставить «Тимберлайн» на ноги.

## Разработка и выпуск
The Suicide of Rachel Foster была анонсирована в рамках Gamescom 2018. Игра была разработана итальянской студией One-O-One Games на движке Unreal Engine 4 и издана Daedalic Entertainment. Руководителем разработки выступил Даниэле Азара, а музыку написал Федерико Ландини. По словам арт-директора Грациано Пимполари, на завершение производства игры ушло около двух лет. Команда разработки и актёры озвучки работали над игрой удаленно.
Версия игры для Windows вышла 19 февраля 2020 года. Версии для PlayStation 4 и Xbox One изначально планировалось выпустить 26 августа того же года, но они были отложены и выпущены 9 сентября. На Nintendo Switch игра стала доступна 31 октября 2021 года.

### Сеттинг
Ведущий программист Лоренцо Беллинкампи не считает игру хоррором, утверждая, что она делает ставку «на ностальгию и мистику, а не на страх или ужас». Целью студии было создать психологический хоррор, который вызывает чувство беспокойства не пребегая к традиционным тропам жанра, в частности к монстрам. По задумке, страх должен был исходить исключительно из собственных ожиданий и воображения игроков. Сюжет и игровой процесс разрабатывались параллельно, чтобы они дополняли друг друга. В качестве жанра был выбран симулятор ходьбы, поскольку этот жанр уделяет большое внимание повествованию, что позволяет затронуть остросоциальные темы. Диалоги в игре состоят из более 100 000 слов.
По словам Грациано Пимполяри, для разработчиков было очень важно, чтобы локации игры ощущались реальными. В качестве места действия был выбран штат Монтана, поскольку география штата позволила разместить отель «Тимберлайн» в изолированной зоне, а «религиозное население и законы штата служили гармоничной основой для истории, содержащей элементы психологического хоррора и морального табу». Отель был спроектирован так, чтобы клаустрофобия вызывала у игрока страх и чувство изоляции. При этом разработчики старались сделать его внешне похожим на настоящие отели того времени. При планировке этажей команда исследовала различные реальные отели, а на стадии дизайна вдохновлялись отелем «Оверлук» из фильма «Сияние» Стэнли Кубрика (1980).

### Сюжет и затронутые темы
По словам Азары, разработчики поставили целью отразить и обсудить такие темы, как сексуальное насилие над детьми, горе и самоубийство, не делая игру слишком болезненной и депрессивной. Для достижения этого они консультировались со специалистами. Так, Рэйчел и Леонард не фигурируют в игре напрямую, но игрок изучает моральные последствия их эфебофильных отношений через Николь и её реакцию на происходящее.
Отношения Рэйчел и Леонарда были представлены с разных точек зрения, чтобы побудить игроков критически задуматься о том, какие последствия могут иметь такие отношения. Так, Леонард и Ирвинг явно не возражают против подобных отношений — разработчики таким образом хотели продемонстрировать, как эмоции людей могут ослеплять и заставлять оправдывать аморальные поступки. Команда хотела, чтобы игроки продолжили размышлять над затронутыми темами после прохождения игры, поскольку считала, что проработка этих тем может иметь целебный эффект.
По мнению One-O-One, «спорное решение» отдать судьбу Николь в руки игрока во время её возможной попытки покончить жизнь самоубийством соответствовало тематике игры и рассматривалось как «интригующая игровая механика». По словам Азары, финал игры заставил многих актёров озвучки заплакать.

## Награды и критика
| Сводный рейтинг    | Сводный рейтинг                     |
| Агрегатор          | Оценка                              |
| ------------------ | ----------------------------------- |
| Metacritic         | PC: 63/100 PS4: 58/100 XONE: 68/100 |
| Иноязычные издания |                                     |
| Издание            | Оценка                              |
| IGN                | 7/10                                |
| Jeuxvideo.com      | 11/20                               |
| PC Gamer           | 40/100                              |
| ProSieben Games    | [ 21 ]                              |
| Screen Rant        | [ 22 ]                              |

По данным агрегатора рецензий Metacritic, все версии The Suicide of Rachel Foster получили смешанные отзывы.
Высоких оценок удостоились отель «Тимберлайн» и звуковой дизайн, благодаря которым создаётся подходящая атмосфера. Йенс Бремикер из ProSieben Games похвалил дизайн отеля, как и Жером Жоффар из Jeuxvideo.com. Рэйчел Уоттс из PC Gamer назвала дизайн отеля «захватывающим» и способным вызвать беспокойство, а Эдвин Эванс-Тирлвелл из Eurogamer охарактеризовал его как «жуткий», а его дизайн — «хищнический». Питер Морикс из Screen Rant высоко оценил атмосферу отеля, а также похвалил звуковой дизайн игры за то, что он держит игроков в напряжении. Бремикер также похвалил звуковой дизайн за создание соответствующей атмосферы, а Петер Надь из IGN Hungary отметил, что он создаёт ощущение одиночества.
Несмотря на положительные оценки «Тимберлайна», критики сочли сеттинг и головоломки игры неинтересными. Жоффар раскритиковал линейность сюжета, которая не позволяла игрокам должным образом исследовать весь отель. Элис Белл из Rock, Paper, Shotgun, высоко оценив дизайн отеля, раскритиковала его масштабы и отметила, что предметы, используемые для решения головоломок, пригождались так редко, что казались лишними. Бремикер также раскритиковал малое количество головоломок в игре, а Эванс-Тирлвелл счёл ряд головоломок слишком примитивными.
Сюжет игры получил неоднозначные отзывы, многие критики посчитали, что финал игры не соответствует остальной части игры. Кристофер Бёрд из The Washington Post счёл финал «предсказуемым» и недостаточно страшным. Жоффар заявил, что игра требует от игрока настолько малого, что он становится простым зрителем, а финал он посчитал несоответствующим остальной части сюжета. Белл сочла финал «выбивающим из колеи», а Надь сюжетные повороты показались неумелыми. Эвансу-Тирлвеллу понравилась первая половина игры, но он раскритиковал мелодраматическую» вторую. Уоттс отметила, что изначально игра выглядела многообещающе и смахивала на историю о приведениях, но к концу превратилась в «мелодраматическую мыльную оперу». Бремикер, напротив, раскритиковал затянутое длинное вступление, но похвалил финальный сюжетный поворот. Морикс заявил, что у игры «захватывающий» сюжет, но признал наличие ляпов.
Высокую оценку получили Николь и Ирвинг, отношение между ними и их озвучка. Эванс-Тирлвелл похвалил обоих персонажей и работу актёров, а Белл отметила, что работа актёров озвучивания сделала персонажей интересными. Надь счёл Николь и Ирвинга вторичными, но похвалил прописанные характеры, озвучку и отражение их отношений. Уоттс понравились их отношения, она сравнивала их с Генри и Делайлой из Firewatch (2016), а Морикс высоко оценил диалоги между ними. Бремикер назвал Николь сильным главным героем, что отражается в диалогах с Ирвингом и планировке её комнаты. Джоффар похвалил работу актёров озвучки, вдохнувших жизнь в персонажей.
Затрагивание тем эфебофилии и самоубийства, в особенности отношения между Леонардом и Рэйчел, вызвали смешанные отзывы. Белл раскритиковала отражение отношений Леонарда и Рэйчел; Уоттс добавила, что игра напрасно изображает их отношения в романтическом свете. Уоттс также посчитала, что игра использует деликатные темы для того, чтобы шокировать игрока. Викки Блейк из NME посчитала, что разработчикам не удалось заставить аудиторию задуматься о затронутых темах, поскольку отношения Леонарда и Рэйчел представлены таким образом, что они вызывают симпатию у игрока. Эванс-Тирлвелл отметил, что то, как игра раскрывает спорные темы, не способствует их понимаю.
Попытка самоубийства Николь в конце игры также вызвала противоречивые мнения. Блейк посчитала, что это решение Николь противоречит её показанному ранее характеру, а также раскритиковала тот факт, что игрок становится соучастником самоубийства.

### Награды
The Suicide of Rachel Foster была номинирована в категории «Лучшая итальянская игра» на церемонии вручения наград Italian Video Game Awards в 2020 году, а также на TGM Awards 2020 в категориях «Динамическое приключение» и «Расскажи мне историю». На DStars 2021 игра выиграла в номинации «Игра года».